# Hardstyle

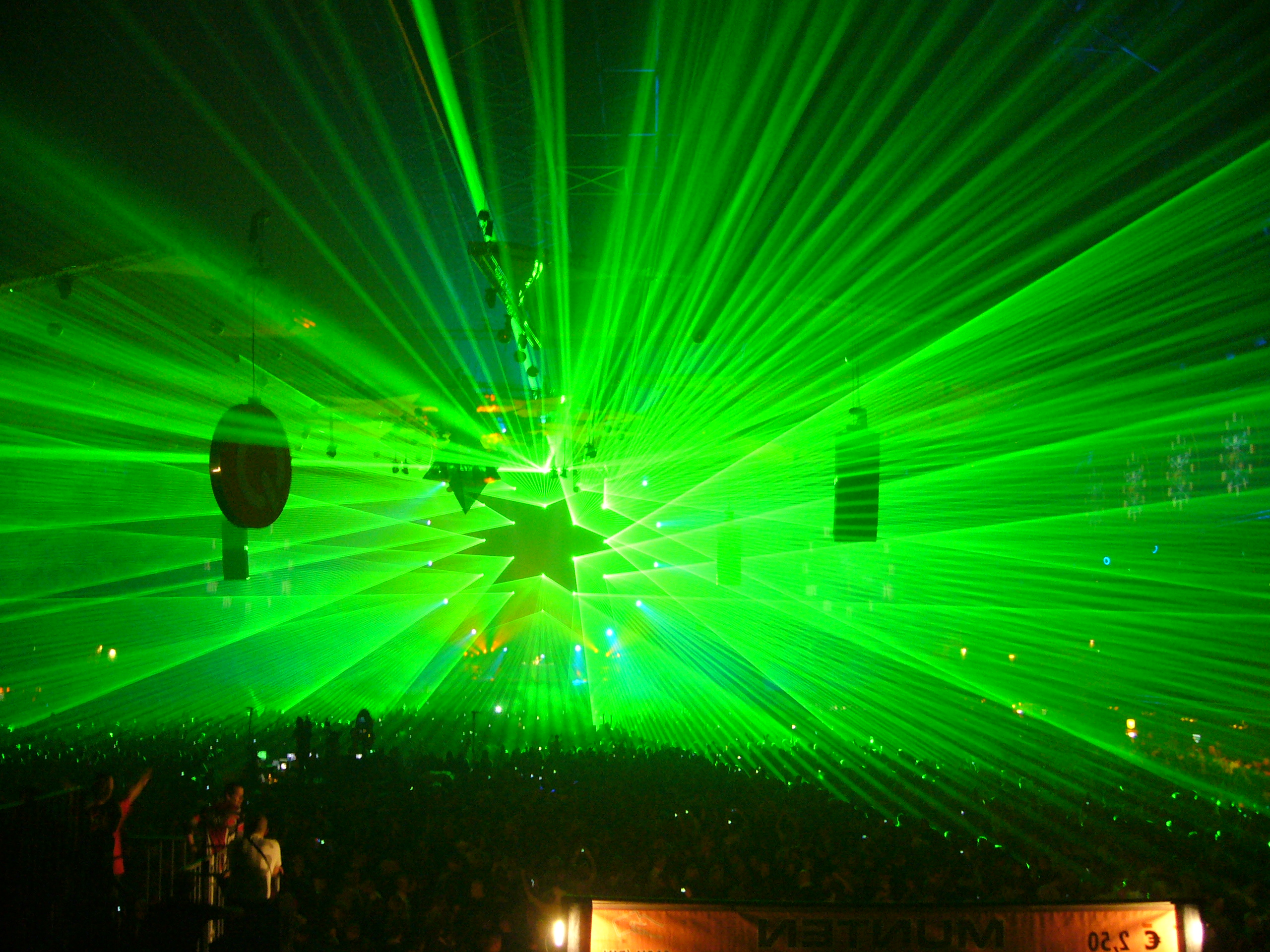
Festival Qlimax. Novembre de 2008.

El hardstyle és un gènere de la música electrònica englobat dins del hard dance que neix a principis del segle XXI als Països Baixos. El hardstyle es caracteritza per tenir una velocitat "altament ballable". Així ho va definir un dels seus inventors DJ The Prophet. El ritme va entre 140 i 160 bpm's amb un beat molt pronunciat, trencat i distorsionat encara que aquesta tendència varia segons els països. En l'actualitat es poden trobar també beats secs i profunds, acompanyats de melodies seques i minimalistes (principalment fetes amb sintetitzador).
El hardstyle ve influenciat pel hardcore i el gabber d'una banda i per la música (hard) trance de manera que podem considerar al hardstyle l'evolució "amable" del hardcore o, per contra, l'evolució més contundent del dance.
Aquest estil musical es caracteritza en els últims anys pels grans festivals, com Defqon One, Qlimax, Mysteryland, InQontrol, X-Qlusive, Hardbass. A Espanya, aquest estil comença fer-se un espai propi amb festivals com MISSA, Fabrik, Radical, Musicodromo, Kramcity en el auditorium (sala radical), Hell en la sala groove. També cal destacar el major festival light Hardstyle d'Espanya, La caña de España, organitzat a Madrid.
Els creadors d'aquest estil procedien de l'escena gabber i hardcore holandesa i els principals valedors van ser: The Beholder, The Prophet, Lady Dana i dj Zany. Amb el temps s'ha anat estenent a gairebé tots els països.